# 浙江省温岭中学
浙江省温岭中学为温岭市第一所省一级重点中学。学校前身为创办于1847年的宗文书院（清道光二十七年），距今有160年的历史，黄濬为首任山长（校长）。新校区于2001年下半年启用，占地面积400亩。原校区位于温岭西郊的虎山脚下，该校区现为温岭市第二中学校区。校内有一处世界地图湖，湖水为海洋，人工岩石为陆地，还有一些地理标识。

## 校史
- 宗文书院（1848－1902）
- 宗文高等小学堂（1902－1912）
- 宗文高等小学校（1912－1928）
- 宗文初级中学时期（1928－1936）
- 温岭县立中学（1936——1956）
- 浙江省温岭县第一中学（1956——1959）
- 浙江省温岭中学（1959——至今）

## 知名校友
- 柯召（1911－2002），温岭人。1955年6月当选中科院院士，数学家，曾任四川大学校长等职务。
- 李邦河（1942－），乐清人。1960年毕业于温岭中学。2001年当选中国科学院院士，数学家。
- 蔡道基（1935－），温岭人。1953年毕业于温岭中学。2001年11月当选中国工程院院士，环境毒理学家。
- 王伯敏（1924－2013），画家、中国美术学院教授。
- 沧月，武侠小说作家
- 郭小橹（1973年—） ，作家、電影工作者。